# Nova Porteirinha
Nova Porteirinha là một đô thị thuộc bang Minas Gerais, Brasil. Đô thị này có diện tích 121,017 km², dân số năm 2007 là 7358 người, mật độ 63 người/km².